# Deir ez-Zor
Deir ez-Zor (en arabe : دير الزور; en arménien : Դեր Զոր ou Der Zor), ou Deir-es-Zor, Deir-Zor, Deir Ezzor est une ville de Syrie située sur les rives de l'Euphrate ; elle est la capitale du gouvernorat du même nom, à 450 km de Damas. En 1994, la ville avait une population d’environ 133 000 habitants, et plus de 283 000 en 2009. Deir ez-Zor était une ville agricole prospère jusqu'à la bataille de Deir ez-Zor entre 2014 et novembre 2017, mois au cours de laquelle la ville a été reprise par l'armée syrienne.
Avant 2014, la ville était un haut lieu de la minorité religieuse yézidie, et de la minorité nationale des Arméniens. Toutefois, la ville était très majoritairement musulmane sunnite. Un petit groupe de chrétiens catholiques était aussi présent.

## Climat
Le climat est désertique, et la ville souffre de faibles précipitations et de tempêtes de sable, ainsi que, avant la construction du barrage de Tabqa sur l'Euphrate, de crues et d’inondations.
Actuellement, les problématiques de la ville sont principalement la pollution du fleuve, la désertification et sa reconstruction après la chute de l'État islamique.

## Histoire
En 1870, sous l'Empire ottoman, Deir ez-Zor devient le chef-lieu d'une entité administrative, le sandjak de Zor. Au lendemain de la Première Guerre mondiale, elle est disputée entre les nationalistes arabes hachémites, le mandat britannique de Mésopotamie et le mandat français en Syrie et au Liban avant de rester à ce dernier.
En 1915 et 1916, Deir-ez-Zor est le principal site abritant des camps de concentration ottomans durant le génocide arménien. Un mémorial commémorant les événements tragiques avait été érigé dans la ville en 1990, mais fut dynamité par l'État islamique en 2014.
En septembre 2007, l'armée israélienne bombarde le chantier d’un réacteur nucléaire dans la région que le régime de Bachar el-Assad faisait construire par la Corée du Nord avec l’aide de l’Iran.
En avril 2012, l'église des Franciscains est rasée par les combats de la guerre civile.

### Guerre civile syrienne

#### Bataille de Deir ez-Zor (2012-2017)
Au cours de la guerre civile syrienne, Deir ez-Zor est le théâtre d'une importante bataille. Elle oppose de 2012 à 2014 le régime syrien et les rebelles pour le contrôle de la ville. Le 14 juillet 2014, les djihadistes de l'État islamique supplantent les forces de l'opposition et les chassent totalement du gouvernorat de Deir ez-Zor, prenant au cours d'une offensive la moitié de la ville et la totalité de la province. Seule la partie ouest de la ville de Deir ez-Zor, ainsi que l'aéroport situé au sud-est, demeurent aux mains du régime syrien. L'État islamique poursuit alors les combats pour tenter de prendre les quartiers aux mains des loyalistes assiégés. D'importantes offensives sont menées par les djihadistes, principalement en décembre 2014, en janvier 2016 et en janvier 2017 ; elles leur permettent de gagner du terrain, mais pas d'emporter la totalité de la ville. Finalement une offensive de l'armée syrienne et de ses alliés permet au régime de briser le siège de Deir ez-Zor le 3 septembre 2017, puis de reprendre entièrement la ville le 2 novembre suivant.

#### Suites
À la suite de la bataille, la partie de la ville située à l'est de l'Euphrate constitue la seule tête de pont du régime de ce côté du fleuve. L'Etat islamique est également très présent dans la région et en 2022, une attaque de soldats de l'EI cause la mort d'au moins 10 travailleurs opérant sur les sites d'exploitation de pétrole alors qu'ils se trouvaient en transit à bord d'un bus.  

#### Offensive des FDS de 2024
En décembre 2024, les Forces Démocratiques Syriennes (FDS), soutenues par la coalition internationale, lancent une offensive contre les forces pro-gouvernementales dans la région orientale de Deir ez-Zor, capturant les villages tenus à l'est de l'Euphrate par les troupes pro-Assad. Cette opération a été précédée d'intenses affrontements impliquant des cellules de l'État Islamique, des milices pro-iraniennes, et des frappes aériennes menées par les États-Unis et la Russie,.

## Population

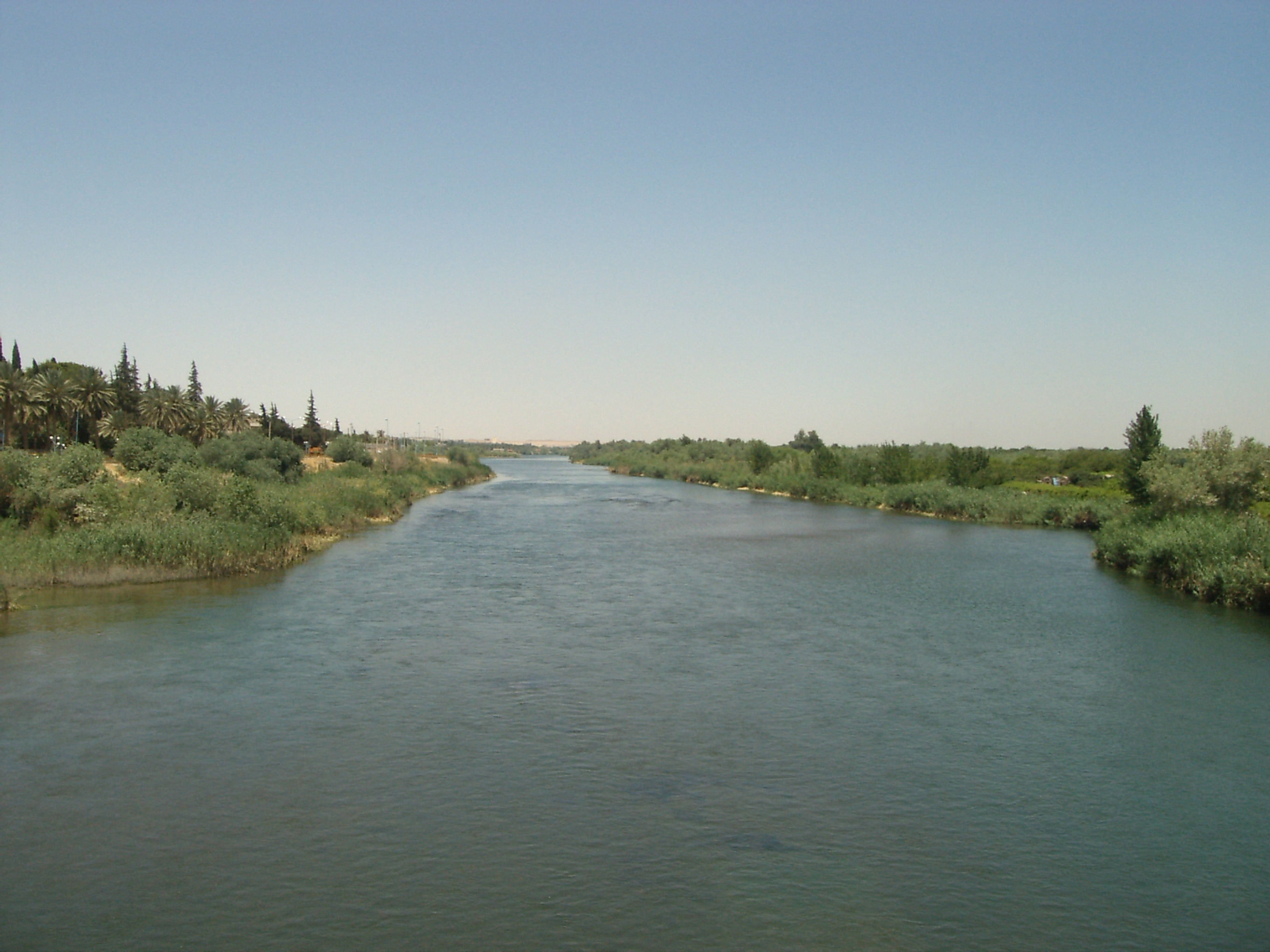
Le fleuve Euphrate, au niveau du pont construit par l'administration française.

La majorité de la population est arabe avec la présence de Kurdes et d'Arméniens jusqu'à l'arrivée de l'État islamique en Irak et au Levant. Une grande partie de la population arabe vit dans un système tribal ; les tribus les plus connues sont les tribus de Baqara, Oqeidat et Bani Madlej. Aux XIXe et XXe siècles, l'Empire ottoman, puis le mandat français en Syrie et au Liban ont favorisé la sédentarisation des nomades du sandjak de Zor dans la vallée de l'Euphrate.

## Économie

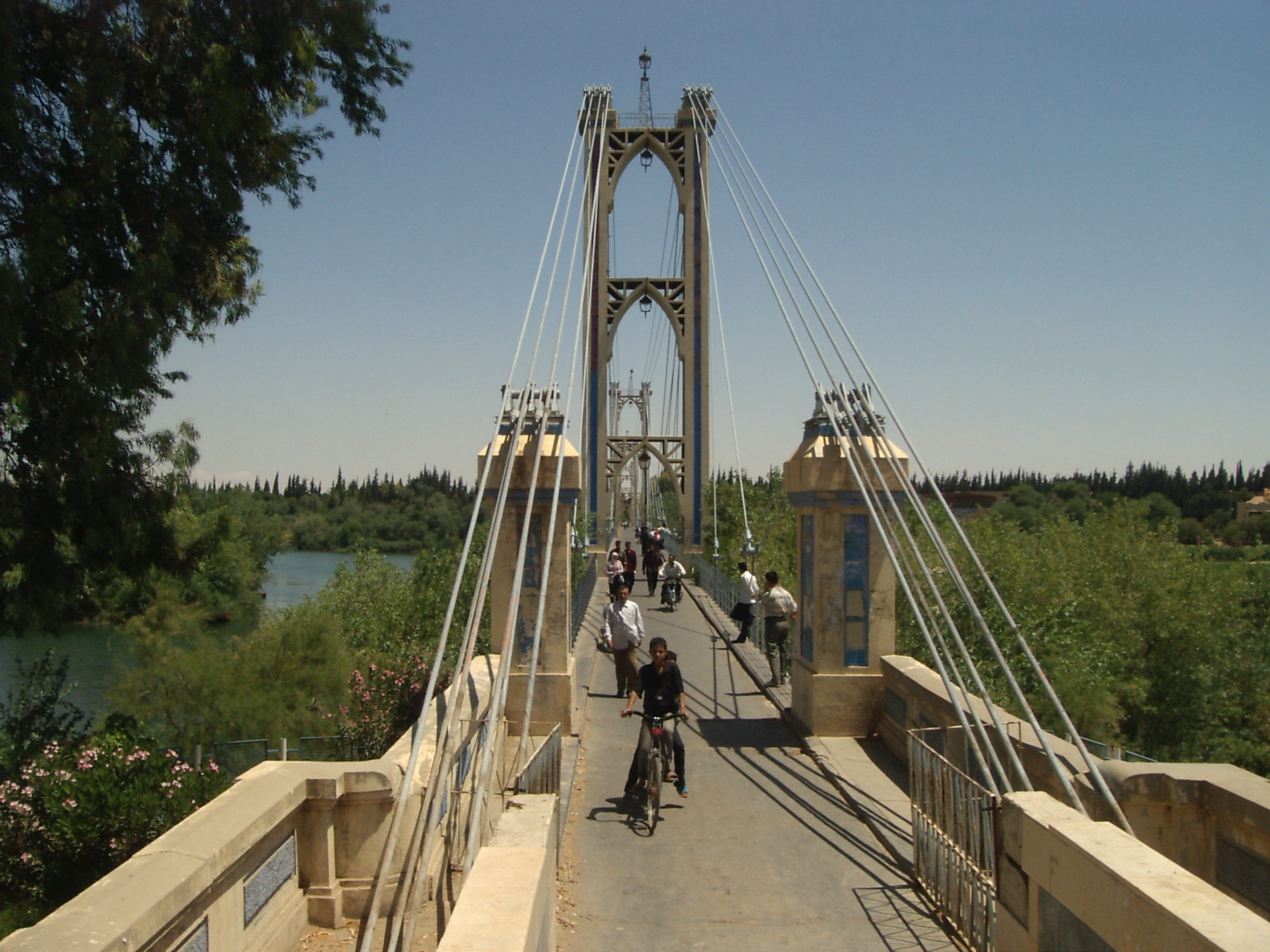
Le pont suspendu de Deir ez-Zor (dit « pont des Français ») avant sa destruction.

L'économie de la ville, avant l'arrivée de l'État islamique, se basait principalement sur l'agriculture du coton et du blé, aidée par une terre fertile qui entoure la ville et qui longe l'Euphrate, ainsi que l'exploitation de ressources naturelles comme le pétrole, le ciment et le sel. Une industrialisation forte était présente pour transformer les produits agricoles et les ressources naturelles ; elle se faisait au sein de grandes structures étatiques dans une zone industrielle spécifique au gouvernorat. La guerre civile syrienne et les violents combats que connaît la ville depuis 2014 ont considérablement affaibli l’économie de Deir ez-Zor.
La ville était également un pôle touristique, avec la présence de nombreux sites historiques dans la région, mais la faiblesse des services touristiques et le climat rude freinaient le développement du tourisme qui a de toute façon disparu depuis 2014. L'une des attractions de la ville, hormis les nombreux souks et le musée archéologique et artisanal, était un pont suspendu piétonnier construit par les Français en 1924, le « pont des Français », une véritable fierté locale et lieu de toutes les rencontres, détruit depuis avec d'autres ponts dans les combats entre les forces loyalistes et l'État islamique, en 2014.

## Transport
La ville possède un aéroport qui servait de base aérienne pour l'armée de l'air syrienne afin de mener des opérations de bombardement contre l'État islamique dans le gouvernorat de Deir ez-Zor. Il est longtemps resté l'unique moyen de ravitaillement des quelque 3 000 soldats déployés dans la ville qui ont contenu et repoussé constamment les nombreux assauts de l'EI. Les forces gouvernementales appuyées par l'aviation russe arrivent aux abords de l'aéroport à la mi-février 2016.

## Jumelage
- Armavir (Arménie)

## Culture
La ville abrite un musée archéologique, connu avant la guerre pour présenter de nombreux objets découverts dans la région, notamment la majorité des tablettes en argile mésopotamienne en provenance du site proche de Mari. Les collections ont été évacuées.